# Zinho
Crizam César de Oliveira Filho (n. 17 iunie 1967), cunoscut ca Zinho, este un fost fotbalist și actual antrenor de fotbal brazilian.

## Statistici
| Brazilia | Brazilia | Brazilia |
| An       | Meciuri  | Goluri   |
| -------- | -------- | -------- |
| 1989     | 4        | 0        |
| 1990     | 0        | 0        |
| 1991     | 0        | 0        |
| 1992     | 7        | 1        |
| 1993     | 14       | 0        |
| 1994     | 13       | 2        |
| 1995     | 10       | 3        |
| 1996     | 0        | 0        |
| 1997     | 2        | 1        |
| 1998     | 5        | 0        |
| Total    | 55       | 7        |